# Individuell fälttävlan i ridsport vid olympiska sommarspelen 2016
Individuell fälttävlan i ridsport vid olympiska sommarspelen 2016 var en av sex ridsportsgrenar som avgjordes under de olympiska sommarspelen 2016. Alla tre moment av grenen avgjordes på och omkring Centro Olímpico de Hipismo mellan den 6 augusti och 9 augusti. Den individuella fälttävlan avgjordes till största del parallellt med lagtävlingen. Straffpoängen från det inledande dressyrprovet räknades ihop med straffpoängen från terrängprovet och det första banhoppningsprovet, och de 25 ekipagen med lägst straffpoäng gick vidare till ett andra banhoppningsprov.

## Medaljörer
| Event        | Guld                  | Silver                   | Brons              |
| Individuellt | Michael Jung Tyskland | Astier Nicolas Frankrike | Phillip Dutton USA |

## Kvalificering
För den individuella tävlingen fanns 65 platser att fördela enligt följande: 44 platser till ekipagen i de elva grundkvalificerade lagen. Dessutom kvalificerades de högst rankade ryttarna från var och en av sju geografiska regioner. De 21 bästa ryttare baserade på FEI:s rankning som inte uppfyller kraven på annat sätt kvalificerades också.

## Terrängbanan
Terrängbanan var 5 840 meter lång, med 33 hinder och 45 språng. Maxtiden var satt till 10:15 för en genomsnittlig hastighet på 570 m/min.

## Resultat
WD = drog sig ur, EL = utesluten, RT = utgick
| Placering | Ryttare                  | Häst                  | Nation         | Dressyr | Dressyr   | Terrängbana | Terrängbana | Hoppning | Hoppning  | Hoppning        | Hoppning        | Totalt |
| Placering | Ryttare                  | Häst                  | Nation         | Dressyr | Dressyr   | Terrängbana | Terrängbana | Kval     | Kval      | Final           | Final           | Totalt |
| Placering | Ryttare                  | Häst                  | Nation         | Straff  | Placering | Straff      | Placering   | Straff   | Placering | Straff          | Placering       | Straff |
| --------- | ------------------------ | --------------------- | -------------- | ------- | --------- | ----------- | ----------- | -------- | --------- | --------------- | --------------- | ------ |
| 1         | Michael Jung             | Sam Fbw               | Tyskland       | 40,9    | 5         | 0           | 2           | 0        | 1         | 0               | 1               | 40,9   |
| 2         | Astier Nicolas           | Piaf De B'Neville     | Frankrike      | 42      | 11        | 0           | 3           | 0        | 2         | 6               | 2               | 48     |
| 3         | Phillip Dutton           | Mighty Nice           | USA            | 43,6    | 15        | 3,2         | 5           | 1        | 4         | 4               | 3               | 51,8   |
| 4         | Sam Griffiths            | Paulank Brockagh      | Australien     | 46,3    | 22        | 6,8         | 9           | 0        | 6         | 0               | 4               | 53,1   |
| 5         | Christopher Burton       | Santano Ii            | Australien     | 37,6    | 2         | 0           | 1           | 8        | 3         | 8               | 5               | 53,6   |
| 6         | Clarke Johnstone         | Balmoral Sensation    | Nya Zeeland    | 46,5    | 23        | 4,8         | 7           | 0        | 5         | 8               | 6               | 59,3   |
| 7         | Mark Todd                | Leonidas Ii           | Nya Zeeland    | 44      | 17        | 2           | 4           | 16       | 11        | 0               | 7               | 62     |
| 8         | Alex Hua Tian            | Don Geniro            | Kina           | 42,4    | 12        | 13,2        | 11          | 4        | 8         | 4               | 8               | 63,6   |
| 9         | Jonty Evans              | Cooley Rorkes Drift   | Irland         | 41,8    | 9         | 22,8        | 16          | 0        | 13        | 0               | 9               | 64,6   |
| 10        | Rebecca Howard           | Riddle Master         | Kanada         | 49,4    | 41        | 12,4        | 15          | 0        | 10        | 4               | 10              | 65,8   |
| 11        | Sandra Auffarth          | Opgun Louvo           | Tyskland       | 41,6    | 8         | 24,8        | 20          | 0        | 17        | 0               | 11              | 66,4   |
| 12        | William Fox-Pitt         | Chilli Morning        | Storbritannien | 37      | 1         | 30,4        | 22          | 0        | 18        | 0               | 12              | 67,4   |
| 13        | Thibaut Vallette         | Qing Du Briot         | Frankrike      | 41      | 6         | 24,4        | 18          | 0        | 14        | 4               | 13              | 69,4   |
| 14        | Ingrid Klimke            | Hale-Bob Old          | Tyskland       | 39,5    | 4         | 26          | 19          | 0        | 15        | 4               | 14              | 69,5   |
| 15        | Mathieu Lemoine          | Bart L                | Frankrike      | 39,2    | 3         | 14,4        | 10          | 8        | 9         | 8               | 15              | 69,6   |
| 16        | Boyd Martin              | Blackfoot Mystery     | USA            | 47,7    | 35        | 3,2         | 6           | 8        | 7         | 12              | 16              | 70,9   |
| 17        | Jonelle Price            | Faerie Dianimo        | Nya Zeeland    | 49,5    | 43        | 8           | 13          | 8        | 15        | 8               | 17              | 73,5   |
| 18        | Carlos Parro             | Summon Up The Blood   | Brasilien      | 47,3    | 33        | 4           | 7           | 12       | 12        | 12              | 18              | 75,3   |
| 19        | Merel Blom               | Rumour Has It         | Nederländerna  | 54,4    | 53        | 12          | 20          | 2        | 19        | 8               | 19              | 76,4   |
| 20        | Yoshiaki Oiwa            | The Duke Of Cavan     | Japan          | 47      | 29        | 18          | 17          | 4        | 20        | 8               | 20              | 77     |
| 21        | Tim Lips                 | Bayro                 | Nederländerna  | 46      | 20        | 28          | 25          | 8        | 23        | 0               | 21              | 82     |
| 22        | Stuart Tinney            | Pluto Mio             | Australien     | 56,8    | 58        | 2,8         | 14          | 17       | 21        | 8               | 22              | 84,6   |
| 23        | Pietro Roman             | Barraduff             | Italien        | 48,2    | 38        | 20          | 23          | 14       | 24        | 4               | 23              | 86,2   |
| 24        | Joris Vanspringel        | Lully Des Aulnes      | Belgien        | 54,3    | 52        | 21,6        | 26          | 8        | 25        | 4               | 24              | 87,9   |
| 25        | Marcio Carvalho Jorge    | Lissy Mac Wayer       | Brasilien      | 50      | 44        | 20          | 24          | 10       | 22        | 8               | 25              | 88     |
| 26        | Pippa Funnell            | Billy The Biz         | Storbritannien | 43,9    | 16        | 40,4        | 28          | 0        | 26        | ej kvalificerad | ej kvalificerad | 84,3   |
| 27        | Ludwig Svennerstål       | Aspe                  | Sverige        | 51      | 48        | 28,4        | 27          | 8        | 27        | ej kvalificerad | ej kvalificerad | 87,4   |
| 28        | Karim Laghouag           | Entebbe               | Frankrike      | 43,4    | 14        | 50,4        | 31          | 1        | 28        | ej kvalificerad | ej kvalificerad | 94,8   |
| 29        | Carlos Lobos Munoz       | Ranco                 | Chile          | 49,3    | 40        | 42,8        | 30          | 4        | 29        | ej kvalificerad | ej kvalificerad | 96,1   |
| 30        | Kitty King               | Ceylor L A N          | Storbritannien | 46,8    | 26        | 53,6        | 34          | 0        | 30        | ej kvalificerad | ej kvalificerad | 100,4  |
| 31        | Elmo Jankari             | Duchess Desiree       | Finland        | 48      | 37        | 42,8        | 29          | 10       | 31        | ej kvalificerad | ej kvalificerad | 100,8  |
| 32        | Alice Naber-Lozeman      | Peter Parker          | Nederländerna  | 46,2    | 21        | 52          | 32          | 4        | 32        | ej kvalificerad | ej kvalificerad | 102,2  |
| 33        | Mark Kyle                | Jemilla               | Irland         | 50,4    | 45        | 50,8        | 35          | 8        | 33        | ej kvalificerad | ej kvalificerad | 109,2  |
| 34        | Arianna Schivo           | Quefira De L'Ormeau   | Italien        | 55      | 54        | 50,4        | 36          | 4        | 34        | ej kvalificerad | ej kvalificerad | 109,4  |
| 35        | Camilla Kruger           | Biarritz              | Zimbabwe       | 59,4    | 61        | 40,4        | 33          | 12       | 35        | ej kvalificerad | ej kvalificerad | 111,8  |
| 36        | Sara Algotsson Ostholt   | Reality 39            | Sverige        | 45,4    | 19        | 61,2        | 37          | 6        | 36        | ej kvalificerad | ej kvalificerad | 112,6  |
| 37        | Clare Abbott             | Euro Prince           | Irland         | 47      | 29        | 65,6        | 38          | 0        | 36        | ej kvalificerad | ej kvalificerad | 112,6  |
| 38        | Jessica Phoenix          | A Little Romance      | Kanada         | 52      | 50        | 75,6        | 41          | 4        | 38        | ej kvalificerad | ej kvalificerad | 131,6  |
| 39        | Marcio Appel             | Iberon Jmen           | Brasilien      | 57,2    | 59        | 64,4        | 39          | 16       | 39        | ej kvalificerad | ej kvalificerad | 137,6  |
| 40        | Luca Roman               | Castlewoods Jake      | Italien        | 50,8    | 46        | 71,6        | 40          | 16       | 40        | ej kvalificerad | ej kvalificerad | 138,4  |
| 41        | Gemma Tattersall         | Quicklook V           | Storbritannien | 47,2    | 32        | 89,6        | 44          | 4        | 41        | ej kvalificerad | ej kvalificerad | 140,8  |
| 42        | Colleen Loach            | Qorry Blue D'Argouges | Kanada         | 56,5    | 57        | 85,2        | 45          | 4        | 42        | ej kvalificerad | ej kvalificerad | 145,7  |
| 43        | Ben Vogg                 | Noe Des Vatys         | Schweiz        | 51,7    | 49        | 82,4        | 43          | 14       | 43        | ej kvalificerad | ej kvalificerad | 148,1  |
| 44        | Lauren Billys            | Castle Larchfield     | Puerto Rico    | 56      | 55        | 88,4        | 46          | 11       | 44        | ej kvalificerad | ej kvalificerad | 155,4  |
| 45        | Linda Algotsson          | Fairnet               | Sverige        | 50,9    | 47        | 109,6       | 48          | 4        | 45        | ej kvalificerad | ej kvalificerad | 164,5  |
| -         | Ruy Fonseca              | Tom Bombadill Too     | Brasilien      | 46,8    | 26        | 112         | 47          | EL       | EL        | EL              | EL              | EL     |
| -         | Ryuzo Kitajima           | Just Chocolate        | Japan          | 57,7    | 60        | 74,4        | 42          | WD       | WD        | WD              | WD              | WD     |
| -         | Frida Andersen           | Herta                 | Sverige        | 47,9    | 36        | 9,2         | 12          | WD       | WD        | WD              | WD              | WD     |
| -         | Clark Montgomery         | Loughan Glen          | USA            | 46,6    | 24        | RT          | RT          | RT       | RT        | RT              | RT              | RT     |
| -         | Nicolas Lionel Wettstein | Nadeville Merze       | Ecuador        | 56      | 55        | RT          | RT          | RT       | RT        | RT              | RT              | RT     |
| -         | Padraig Mccarthy         | Simon Porloe          | Irland         | 46,8    | 26        | EL          | EL          | EL       | EL        | EL              | EL              | EL     |
| -         | Theo Van De Vendel       | Zindane               | Nederländerna  | 65,7    | 64        | EL          | EL          | EL       | EL        | EL              | EL              | EL     |
| -         | Tim Price                | Ringwood Sky Boy      | Nya Zeeland    | 47      | 29        | EL          | EL          | EL       | EL        | EL              | EL              | EL     |
| -         | Albert Hermoso Farras    | Hito Cp               | Spanien        | 64,3    | 63        | EL          | EL          | EL       | EL        | EL              | EL              | EL     |
| -         | Kathryn Robinson         | Let It Bee            | Kanada         | 49,4    | 41        | EL          | EL          | EL       | EL        | EL              | EL              | EL     |
| -         | Felix Vogg               | Onfire                | Schweiz        | 46,7    | 25        | EL          | EL          | EL       | EL        | EL              | EL              | EL     |
| -         | Andrey Mitin             | Gurza                 | Ryssland       | 59,9    | 62        | EL          | EL          | EL       | EL        | EL              | EL              | EL     |
| -         | Julia Krajewski          | Samourai Du Thot      | Tyskland       | 44,8    | 18        | EL          | EL          | EL       | EL        | EL              | EL              | EL     |
| -         | Lauren Kieffer           | Veronica              | USA            | 47,3    | 33        | EL          | EL          | EL       | EL        | EL              | EL              | EL     |
| -         | Karin Donckers           | Fletcha Van'T Verahof | Belgien        | 41,1    | 7         | EL          | EL          | EL       | EL        | EL              | EL              | EL     |
| -         | Pawel Spisak             | Banderas              | Polen          | 53,6    | 51        | EL          | EL          | EL       | EL        | EL              | EL              | EL     |
| -         | Stefano Brecciaroli      | Apollo Vd Wendi Kurt  | Italien        | 41,9    | 10        | EL          | EL          | EL       | EL        | EL              | EL              | EL     |
| -         | Shane Rose               | Cp Qualified          | Australien     | 42,5    | 13        | EL          | EL          | EL       | EL        | EL              | EL              | EL     |
| -         | Aleksandr Markov         | Kurfurstin            | Ryssland       | 48,9    | 39        | EL          | EL          | EL       | EL        | EL              | EL              | EL     |
| -         | Evgeniya Ovchinnikova    | Orion                 | Ryssland       | 66      | 65        | WD          | WD          | WD       | WD        | WD              | WD              | WD     |